# マナー・プロトコール検定
マナー・プロトコール検定（マナー・プロトコールけんてい）とは、日本マナー・プロトコール協会が主催する民間資格の検定試験。マナーやプロトコルに係る知識と技術を認定する資格として1級・準1級・2級・準2級および3級の級位が設置されている。

## 概要
マナー・プロトコール検定は、NPO法人日本マナー・プロトコール協会が実施する日本人として社会人として必須のマナーやプロトコール（国際儀礼）に関わる知識と技能を認定する資格。日本国内における伝統文化やしきたりの継承、ビジネス・マナーや冠婚葬祭、プロトコールの普及、コミュニケーション・スキルや子供の躾の普及の他、異文化交流、或いは外国人に対する日本文化の普及・啓発を目的として、国際ビジネス、サービス産業、教育業界をはじめ、就職、ビジネスの第一線での活用に向けた、人材の育成を目的としてつくられている。マナー・プロトコール検定は2015年9月9日に文部科学省が後援する検定となっている。
受験方法は、公開検定と通信教育後の在宅検定（2級・3級のみ）があり、公開検定は毎年6月と11月に実施されている。
| マナー・プロトコール検定 | マナー・プロトコール検定                                                 | マナー・プロトコール検定                   | マナー・プロトコール検定 |
| 等級                     | 検定概要                                                                 | 対象                                       |                          |
| ------------------------ | ------------------------------------------------------------------------ | ------------------------------------------ | ------------------------ |
| 1級                      | マナー講師を指導・養成する人等を対象としたマナーの最高資格               | 講師や人材育成で活躍されている方           |                          |
| 準1級                    | 1級取得に必要な知識を有していることを認定する資格                        | キャリアを高めたい方や人を指導する立場の方 |                          |
| 2級                      | マナー講師、並びにマナー講師を志す人を対象とした指導者養成のマナーの資格 | 社会人としての必須マナーを身につけたい方   |                          |
| 3級                      | マナーやプロトコールに関するスタンダードな資格                           | 基本的なマナーや社会常識を知りたい方       |                          |

※2級および3級については、日本マナー・プロトコール協会より検定合格講座（通信教育）が提供されており、通信教育修了後在宅にて検定を受検することができる。詳細は、後記外部リンクを参照のこと。

## 試験内容
- マナーの意味や解釈、歴史的な成り立ちや変遷などについて
- 冠婚葬祭のしきたり

年中行事／結婚式・披露宴のマナー／葬儀・告別式のマナー／賀寿などの通過儀礼
- テーブルマナー

テーブルマナーの歴史／和食・洋食・その他の料理のいただき方／お酒のたしなみ方、パーティのマナーなど
- ビジネスマナー

社会人意識、顧客満足、訪問・来客・電話応対、ビジネス文書、コミュニケーションスキルなど
- 暮らしのマナー

贈答のマナー、和室の作法、公共のマナー、近所付き合い、手紙のマナーなど
- 服装のマナー

服装の変遷、ドレスコード、フォーマルウェアの基準、冠婚葬祭時の服装など
- 国際人として必要な主なプロトコール

国旗の扱い、席次、握手、レディファースト、宗教上の配慮など
- その他マナー＆プロトコールに関するもの